# موندرسباخ
موندرسباخ (به آلمانی: Mündersbach) یک شهر در آلمان است که در وستروالدکرایس واقع شده‌است. موندرسباخ ۷۵۷ نفر جمعیت دارد.